# Лерс
Лерс (фр. и нидерл. Leers) — коммуна во Франции, регион О-де-Франс, департамент Нор, округ Лилль, кантон Рубе-2. Находится на границе с Бельгией, в 14 км к востоку от Лилля, на берегу канала Рубе.
Население (2017) — 9 473 человека.

## История
Лерс был построен на месте осушенных болот. В силу своего расположения, он всегда был своего рода щитом на пути во Францию, поэтому его главным символом, наряду с мельницей, являются ключи, расположенные на гербе города.
В 1779 году новая граница между Францией и Священной Римской империей была проведена прямо через Лерс, разделив его на две части, поэтому до сих пор большая его часть, сохранившая название Лерс, принадлежит Франции, а меньшая, под названием Лерс-Нор, является частью Бельгии.
В 1870 году крупный текстильный промышленник из Рубе Эдуар Мотт открыл в Лерсе фабрику, проработавшую до 1982 года, а башня Мотт-Боссю до сих пор является самым значительным городским строением.   

## Экономика
Структура занятости населения:
- сельское хозяйство — 0,7 %
- промышленность — 11,2 %
- строительство — 4,6 %
- торговля, транспорт и сфера услуг — 65,3 %
- государственные и муниципальные службы — 18,2 %

Уровень безработицы (2017) — 10,5 % (Франция в целом — 13,4 %, департамент Нор — 17,6 %). 

Среднегодовой доход на 1 человека, евро (2017) — 22 600 (Франция в целом — 21 110, департамент Нор — 19 490).

## Демография
Динамика численности населения, чел.

## Администрация
Пост мэра Лерса с 2016 года занимает Жан-Филипп Андрье (Jean-Philippe Andriès). На муниципальных выборах 2020 года возглавляемый им правый список победил в 1-м туре, получив 51,50 % голосов.
| Период | Период | Фамилия           | Партия                  | Примечания |
| ------ | ------ | ----------------- | ----------------------- | ---------- |
| 1977   | 1995   | Люсьен Демоншо    |                         |            |
| 1995   | 2001   | Жерар Виллок      | Социалистическая партия |            |
| 2001   | 2016   | Жан-Клод Ванбель  | Разные правые           |            |
| 2016   |        | Жан-Филипп Андрье |                         |            |

## Ссылки

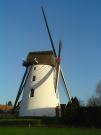
Мельница в Лерсе

## Города-побратимы
- Йюхен, Германия
- Ребесгрюн, Германия
- Эстемпюи, Бельгия